# Condado del Recuerdo
El condado del Recuerdo es un título nobiliario español, creado el 29 de febrero de 1848, por la reina Isabel II, a favor de su hermano uterino Juan María Muñoz y Borbón, hijo de la reina regente María Cristina, viuda y sobrina materna que fue del rey Fernando VII, y de su segundo esposo Agustín Fernando Muñoz y Sánchez, I duque de Riánsares, I marqués de San Agustín y I duque de Montmorot Par de Francia (título no reconocido en España).

## Armas
En campo de azur, una faja de plata, con tres ánsares de plata, picados de gules y puestos en faja. Lema: Regina coeli juvante.

## Condes del Recuerdo
|                                 | Titular                        | Periodo                |
| Creación por Isabel II          | Creación por Isabel II         | Creación por Isabel II |
| ------------------------------- | ------------------------------ | ---------------------- |
| I                               | Juan María Muñoz y Borbón      | 1848-1863              |
| Rehabilitación por Alfonso XIII |                                |                        |
| II                              | Alicia Muñoz y Cañedo          | -1956                  |
| III                             | Alicia Villate y Muñoz         | 1956-2007              |
| IV                              | Adela Cristina Parra y Villate | 2007-2012              |
| V                               | Adela Cristina Parra y Vidal   | 2012-actual titular    |

## Historia de los condes del Recuerdo
- Juan María Muñoz y Borbón (Madrid, 29 de agosto de 1844 - Pisa, 2 de abril de 1863), I conde del Recuerdo, I vizconde de Villarrubio. Soltero y sin descendencia. Le sucedió por rehabilitación su sobrina nieta paterna:

## Rehabilitación
- Alicia Muñoz y Cañedo (Oviedo, 16 de febrero de 1900 - 6 de enero de 1970), IV duquesa de Tarancón, III condesa de Casa Muñoz, II condesa del Recuerdo, II condesa de Gracia.

1. Casó con Antonio Villate y Vaillant (Madrid, 31 de enero de 1899 - Madrid, 13 de junio de 1944), IV conde de Valmaseda. Le sucedió su hija:

- Alicia Villate y Muñoz (Madrid, 3 de abril de 1923 - Madrid, 29 de mayo de 2006), V duquesa de Tarancón, V condesa de Valmaseda, IV condesa de Casa Muñoz, III condesa del Recuerdo.

1. Casó con José Parra y Lázaro (Cáceres, 10 de septiembre de 1910 - Madrid, 10 de diciembre de 1981). Distribuyó el título de V condesa de Casa Muñoz a su otra hija, Alicia Parra y Villate, y el título de VI conde de Valmaseda a su hijo, Juan José Parra y Villate. Le sucedió su hija:

- Adela Cristina Parra y Villate (Madrid, 19 de noviembre de 1946 -), VI duquesa de Tarancón, IV condesa del Recuerdo. Le sucedió, por cesión, su sobrina paterna:

- Adela Cristina Parra y Vidal, V condesa del Recuerdo, IV condesa de Gracia.

1. Casó con Laureano Álvarez-Rementería y Capelo.